# Igor Vasiljevič Kurčatov
Igor Vasilijevič Kurčatov (ruski: И́горь Васи́льевич Курча́тов, Sim, 8. siječnja 1903. – Moskva, 7. veljače 1960.) je sovjetski fizičar. Kurčatov je bio vođa Sovjetskog atomskog projekta. Za vrijeme projekta Kurčatov se zakleo da se neće obrijati dok projekt ne uspije. Do kraja života imao je dugu bradu i dobio je nadimak „Brada“ („The Beard“). Kurčatov je preminuo u Moskvi 7. veljače 1960., zbog posljedica odljeva krvi u mozak. 
Kemijski element s rednim brojem 104, kurčatovij (Ku) nazvan je privremeno u njegovu čast.

## Vanjske poveznice
- Biography of Igor Kurchatov (in Russian)
- Annotated bibliography of Igor Kurchatov from the Alsos Digital Library